# Myospila frigora
Myospila frigora är en tvåvingeart som beskrevs av Qian och Feng 2005. Myospila frigora ingår i släktet Myospila och familjen husflugor. Inga underarter finns listade i Catalogue of Life.